# Золотное шитьё

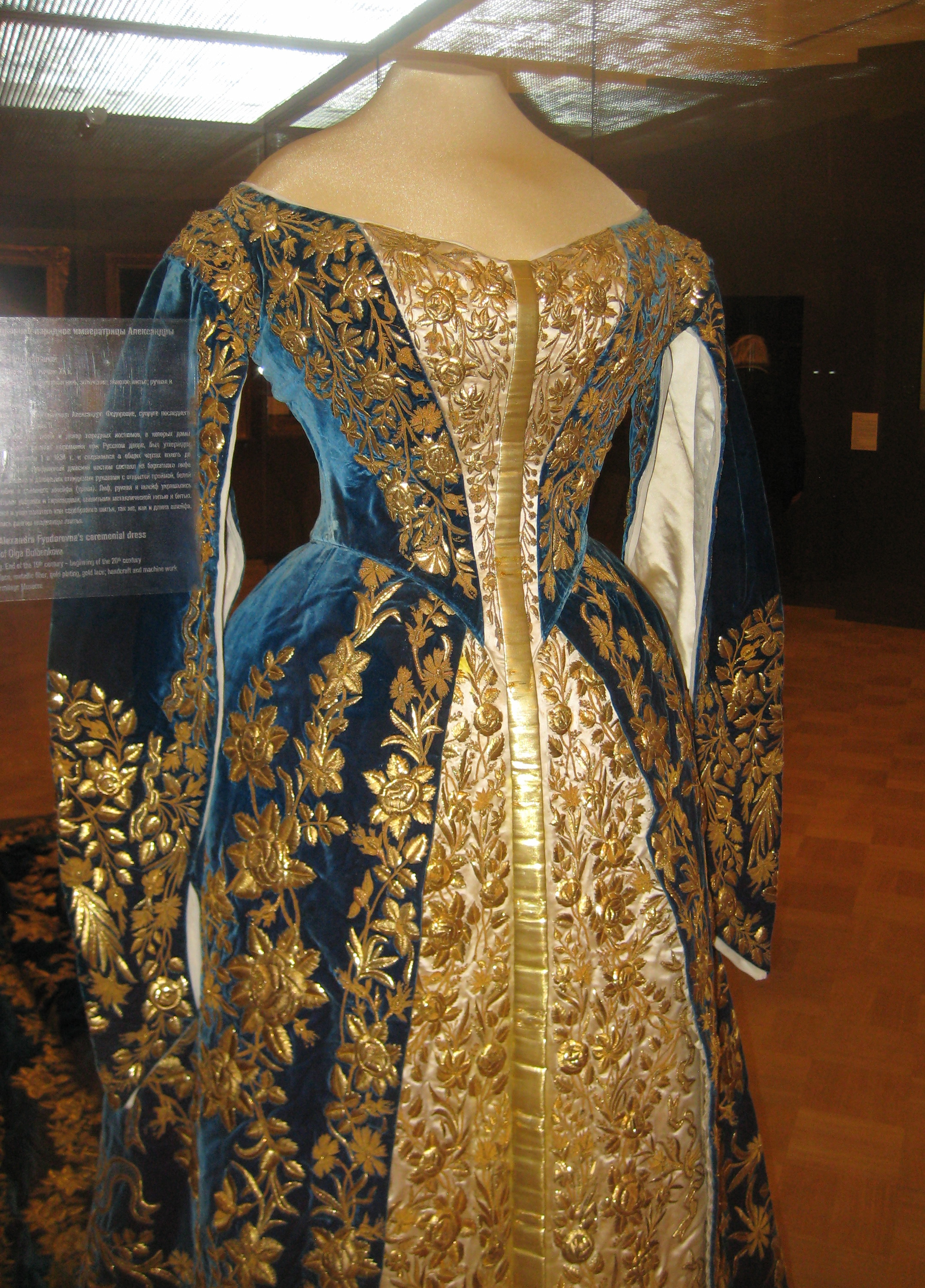
Придворное парадное платье императрицы Александры Фёдоровны. Мастерская О. Бульбенковой. СПб, Эрмитаж

Золотное шитьё (также золотое шитьё) — техника ручной вышивки металлическими позолоченными (золотными) и серебряными нитями. Ценность работы определяется тем, как на ней играет свет.

## История
Самые первые сведения о золотом шитье относятся ко II веку до н. э. — согласно преданию[какому?], оно возникло в Пергамском царстве (северо-запад Малой Азии) и оттуда пришло к римлянам.
Некоторые писатели приписывают фригийцам изобретение вышивания золотом. Достоверно только, что римляне познакомились с ним через Аттала, царя пергамского, умершего в 133 году до н. э.; поэтому первые вышивки золотом получили название атталинских; но так как по искусству исполнения самые лучшие вышивки вообще были фригийские, то римляне называли все вышивки phrygionae, а вышивальщиков — phrygio. Первый появившийся в Риме в вышитой золотом одежде, был, по словам Дениса Галикарнасского, Тарквиний Древний.

### В России

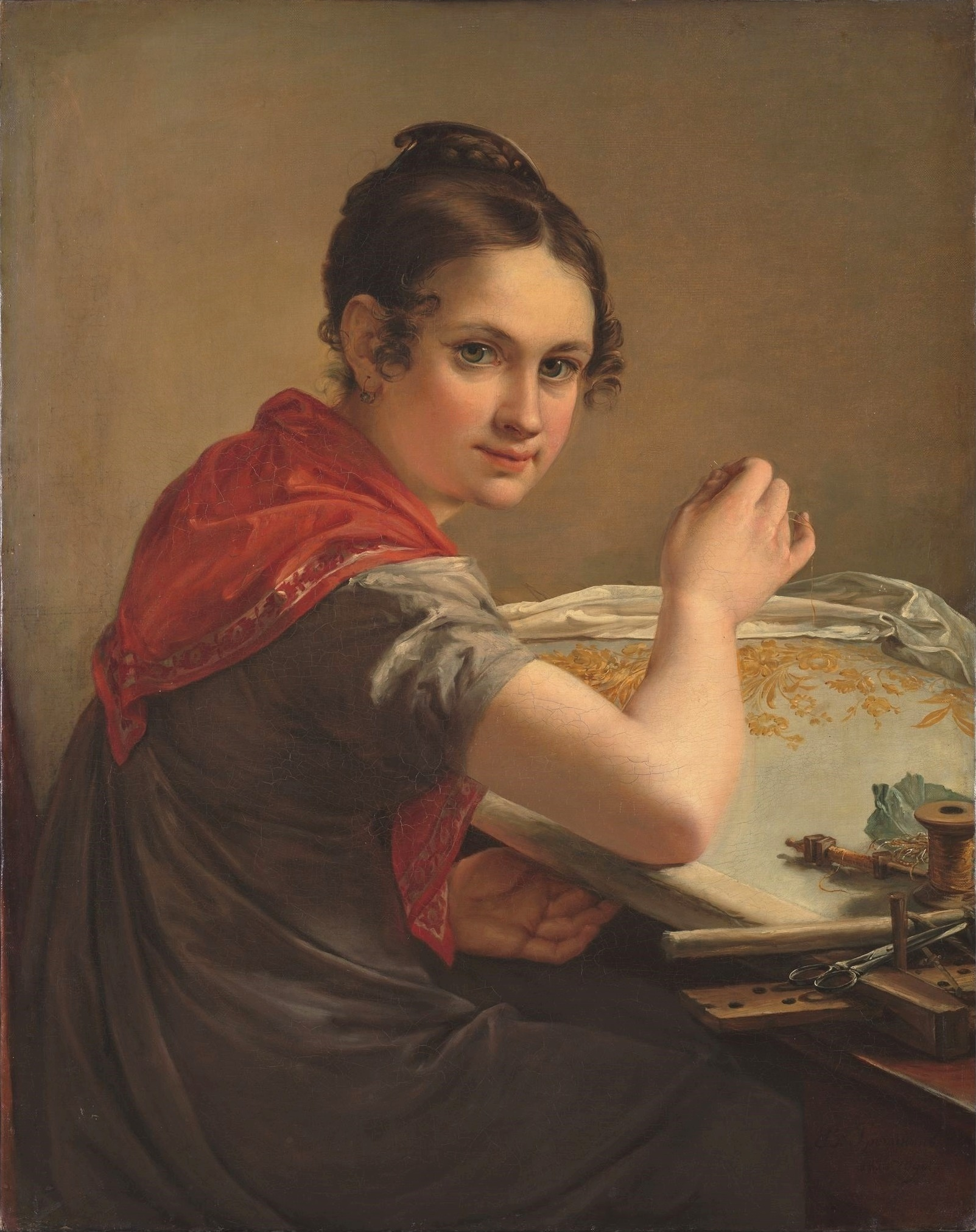
В. А. Тропинин — Золотошвейка (1826)

Искусство русских золотошвеек занимает видное место в традиционном народном творчестве. Оно известно со времён Древней Руси по памятникам материальной культуры и письменным летописным источникам XII века, а также по отзывам иностранных путешественников, начиная с XI века.
Мастерская лицевого и золотного шитья — традиция русских монастырей. Женщины знатного сословия, уходившие в монастырь, имели преимущественно послушание золотошвеек. Ручная вышивка золотыми и серебряными нитями использовалась для создания хоругвей, Катапетасм (церковных завес), церковных облачений (поручей, епитрахилей, митр, саккосов, орарей, скрижалей на архиерейскую мантию), фартуков на аналои, богослужебных наборов, покровцов, плащаниц для покрова мощей, дароносиц, закладок для Евангелия и Апостола, просфорниц (мешочков для просфор), шитых пасхальных яиц.
На Русь искусство церковного шитья пришло вместе с христианством. Церковной вышивкой на Руси занимались в женских иноческих обителях, в царских и великокняжеских домах. На Руси со временем выделилось несколько основных школ лицевого и золотного шитья, существовали крупные золотошвейные мастерские («светлицы»): столичные «царицыны» мастерские, мастерская Строгановых и Старицких, других «именитых людей» — купцов или промышленников.
Иоанн Грозный забирал вышивальщиц во дворец от опальных бояр. Обучение мастерицы длилось около семи лет. Царицыны светлицы в Кремле после польской интервенции смогли восстановить свою численность с 15 до 80 мастериц только за 60 лет.
Мастерство рукоделия русских золотошвей достигло такого совершенства, что литургические предметы шитья вывозились из России в другие страны.
Умение шить золотом в прежние времена ценилось дорого — во многом этот вид рукоделия граничит с искусством, кроме того, требует большого внимания, усидчивости, точности. На сегодня золотное шитьё — один из самых трудоёмких видов рукоделия. Чтобы достичь вершин мастерства, ему учатся от нескольких недель до нескольких лет на курсах, в специальных школах и в ВУЗах.

## Техники
Техники золотного шитья разнообразны: чаще всего — это шов «вприкреп» (мягкий и счётный), наиболее характерный — литой шов и литой шов с расколом (или «в раскол»), двойной сложный шов, «бабий» шов, шов «гусем», волнистый шов, шов корзиночка, шов по шнуру (верёвочке) (гладевой валик, гладевой шнур), шов «рядки», швы «городок», «денежка», «ягодка», «разводная клетка», «черенок с ягодкой», «клопец», «пёрышки».
При создании изделий золотошвейками используются, преимущественно, натуральные ткани, шёлковые, металлизированные золотые и серебряные нити, драгоценные и полудрагоценные камни, жемчуг, канитель, бить и т. д.
Церковная вышивка не только ремесло, но и особый род церковного искусства, требующий от специалиста хорошей искусствоведческой и богословской подготовки. Вышивальщица должна владеть не только технологическими ремесленными навыками золотного и лицевого шитья, но также понимать место вещи в храме, богослужении, исходя из его внутреннего, сакрального смысла. Недаром за образец для исправления богослужебных книг во время реформы патриарха Никона взят текст Символа веры, вышитый на саккосе.

## Галерея

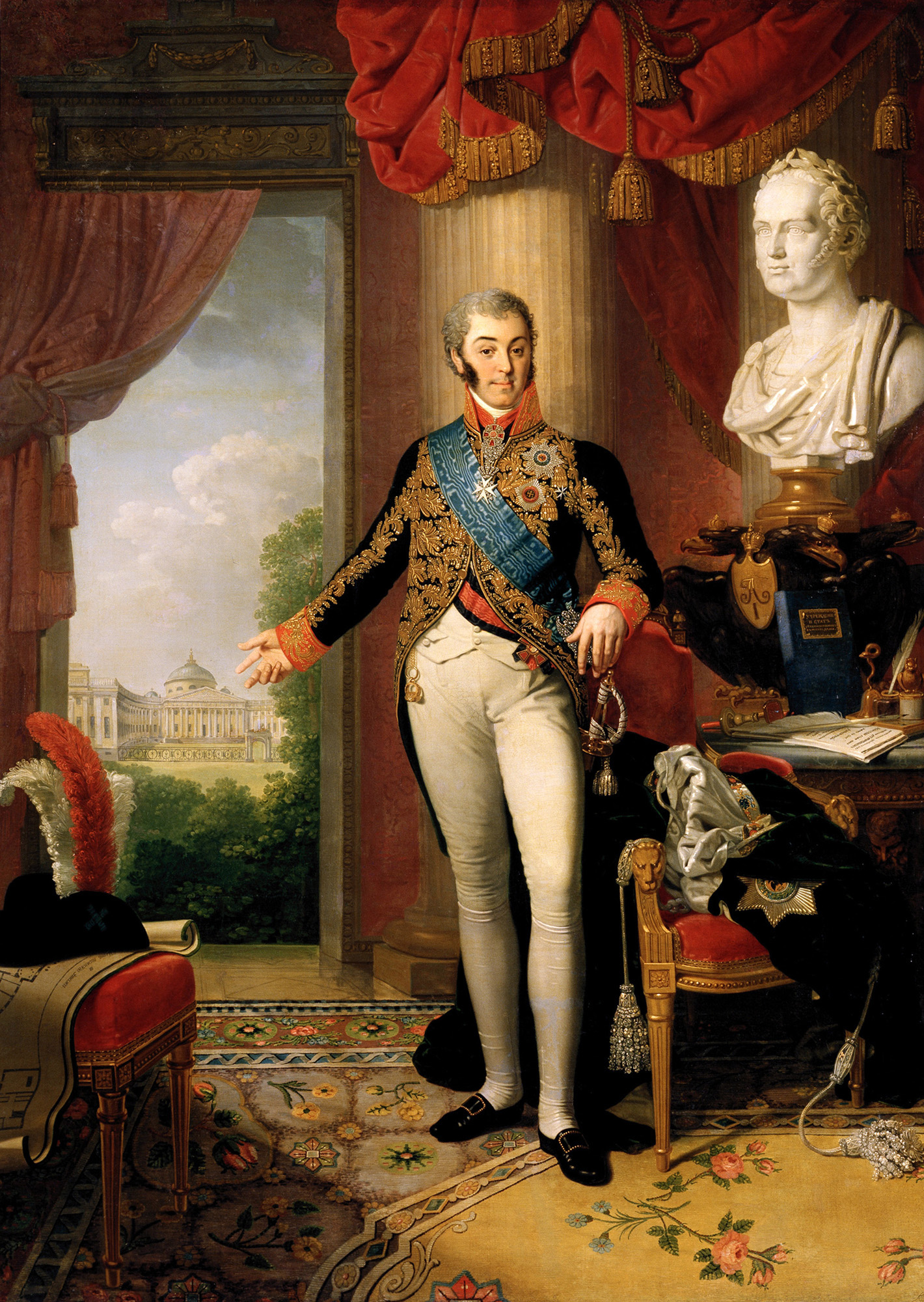
В. Л. Боровиковский «Портрет графа Н. П. Шереметева», 1819
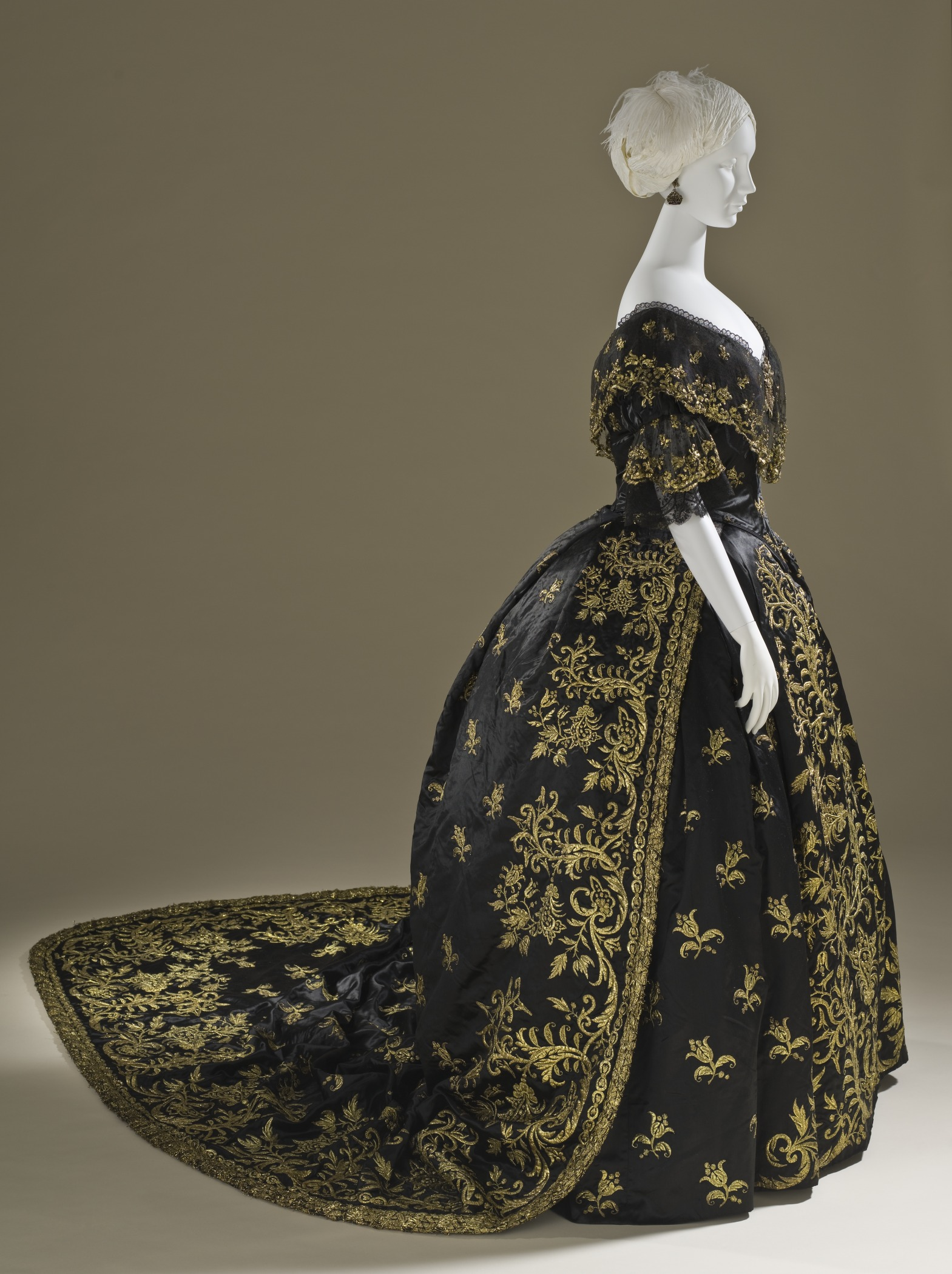
Женское расшитое платье из Португалии, ок. 1845 год. Музей искусств округа Лос-Анджелес
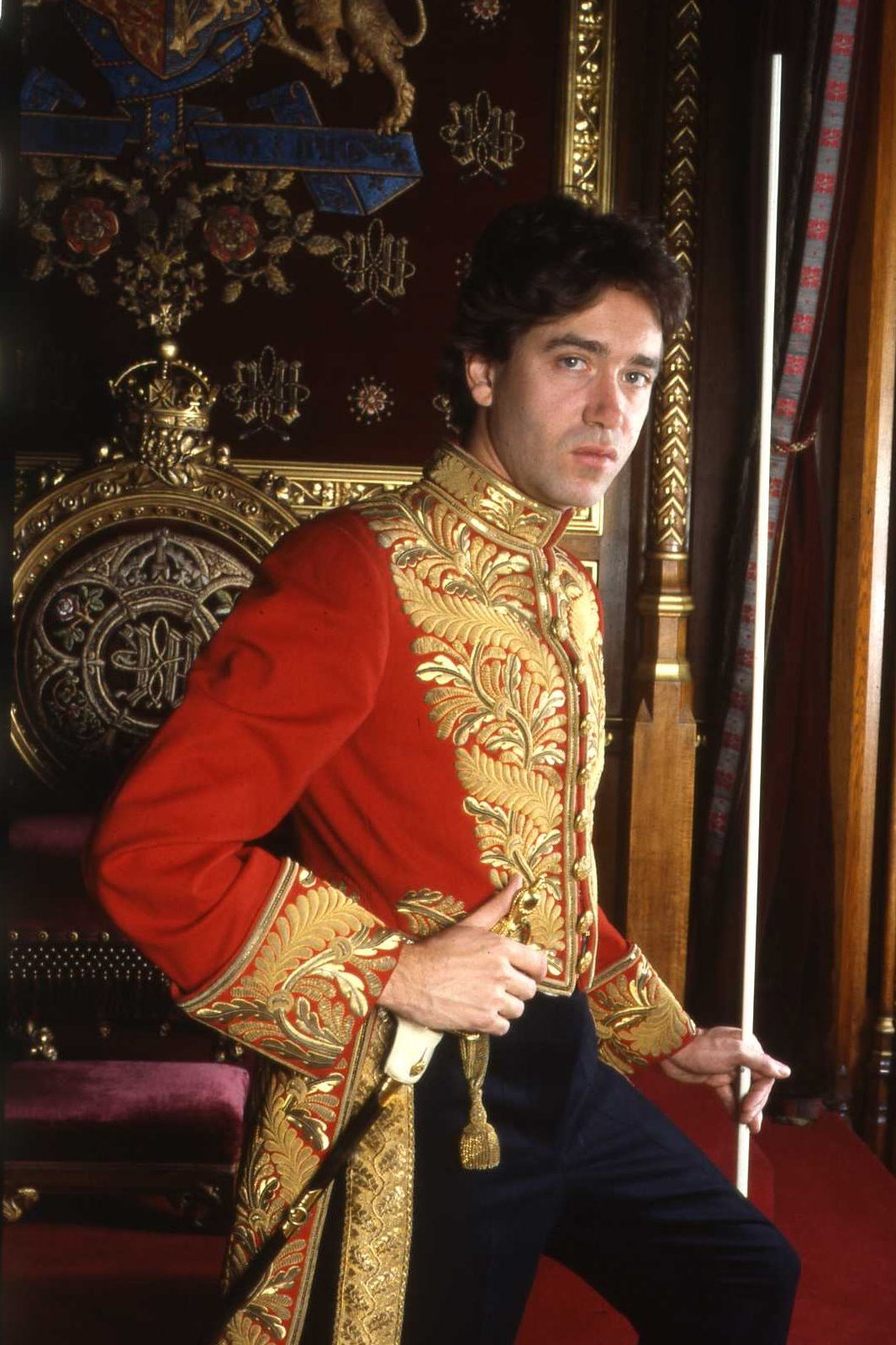
Дэвид Чамли, Лорд великий камергер - придворная форма Великобритании
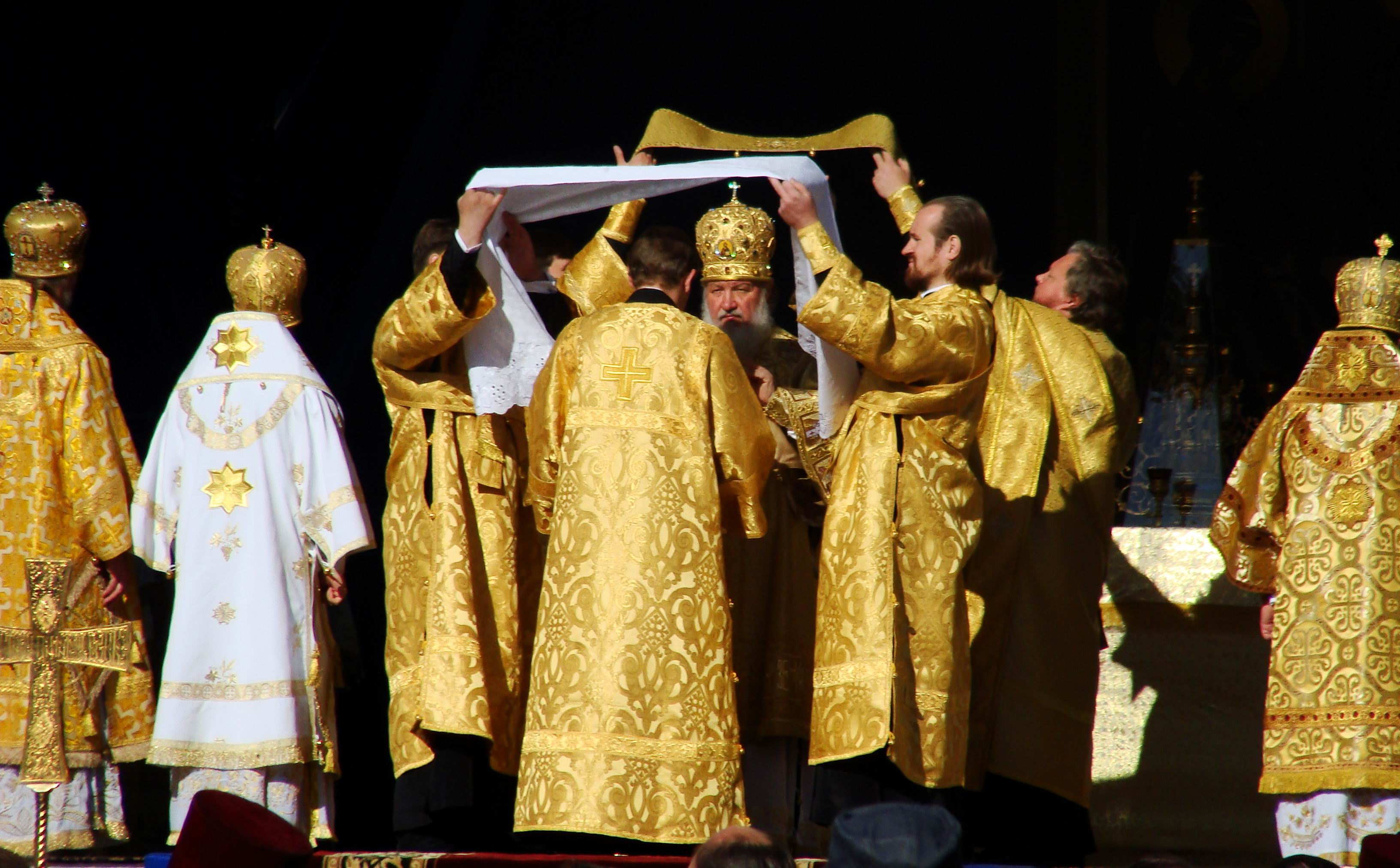
Патриарх Кирилл в Архангельске, 2009 год
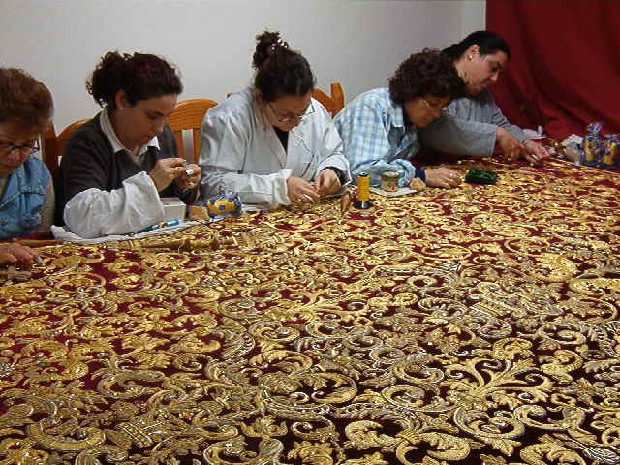
Золотошвейки
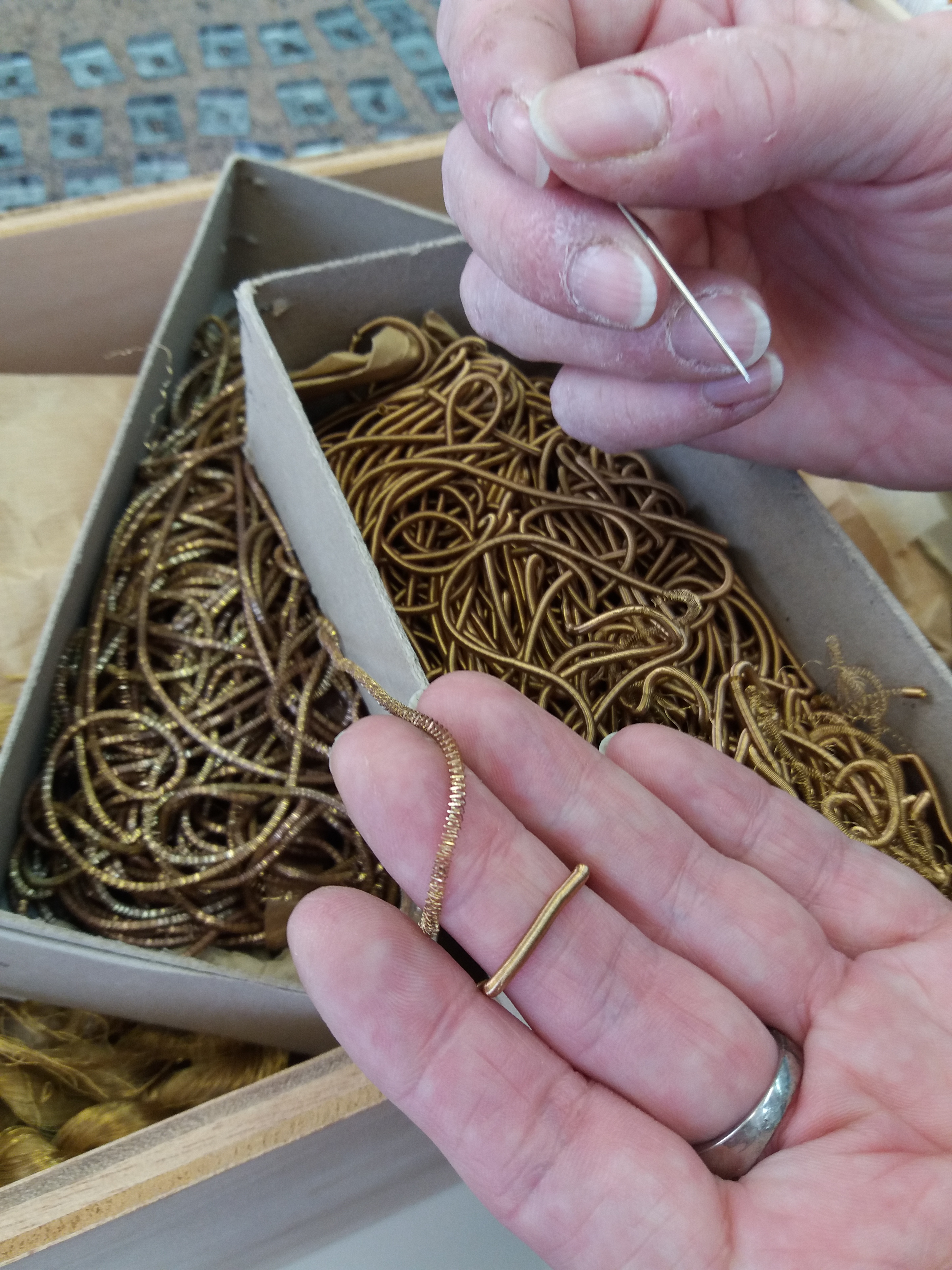
Различные виды золотой канители
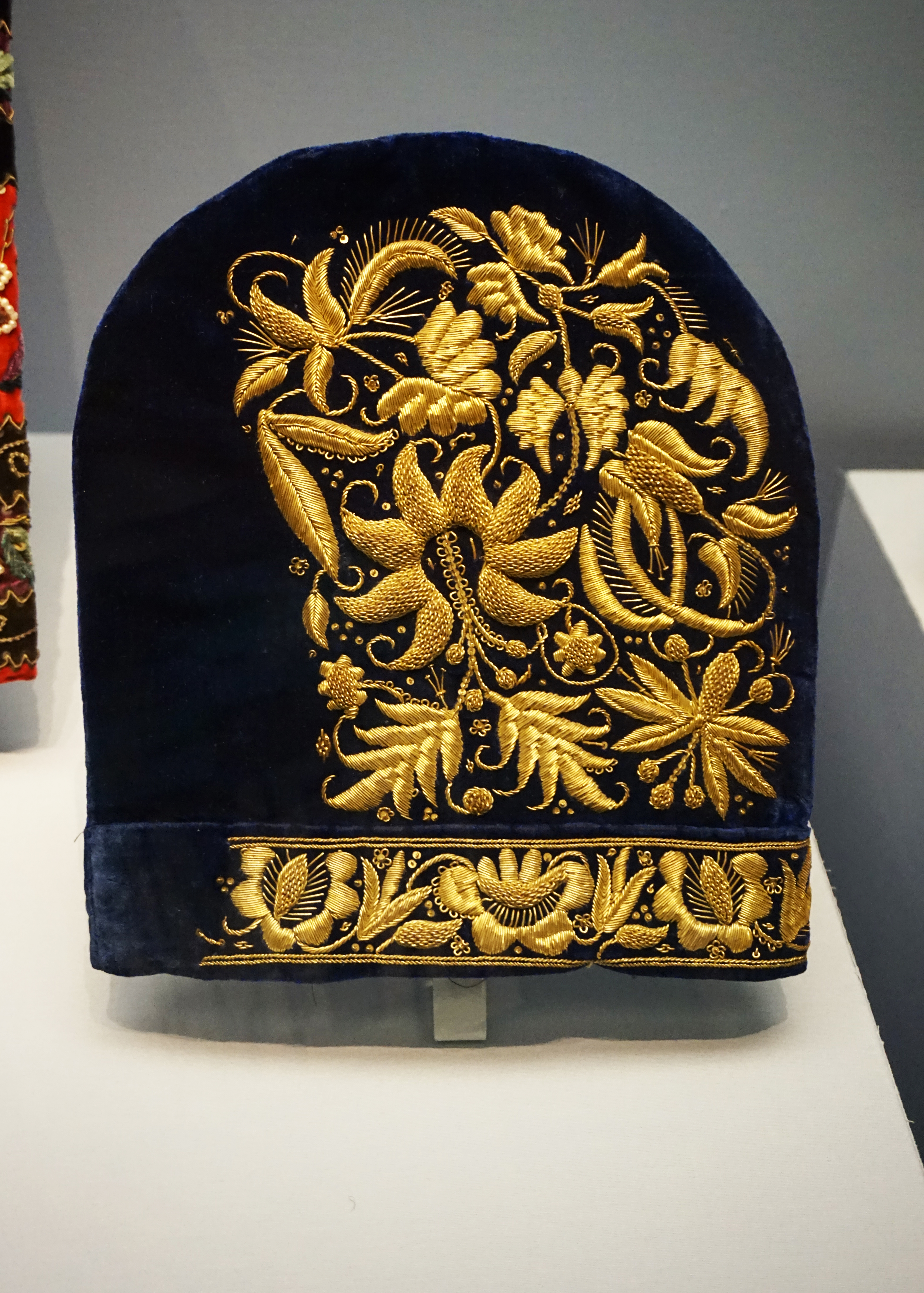
Расшитый калфак